# Mathias Schober
Mathias Schober (Marl, 8 april 1976) is een Duitse voormalig voetballer, die als keeper speelde. De laatste vier jaar van zijn carrière speelde hij bij Schalke 04.

## Carrière
Schober speelde tijdens zijn jeugd voor verschillende amateurclubs, waarna hij in 1990 in de opleiding van Schalke 04 terechtkwam. Bij de club uit Gelsenkirchen haalde hij ook het eerste elftal, maar hier was hij zes jaar lang tweede doelman. Tussen 1994 en 2000 speelde hij slechts 25 competitieduels voor de club en in het jaar 2000 vertrok hij naar Hamburger SV. Ook bij zijn nieuwe club werd hij echter tweede doelman en na drie wedstrijden gespeeld te hebben vertrok hij alweer. Schober kwam terecht bij Hansa Rostock, waar hij eindelijk eerste doelman werd. Tijdens zijn zes jaren bij Hansa Rostock speelde hij 191 duels en vervolgens keerde hij in 2007 terug naar Schalke. Hij fungeerde als doublure van Manuel Neuer. In vier seizoenen kwam hij in vijf competitiewedstrijden in actie. Aan het einde van het seizoen 2011/12 ging hij zijn handschoenen aan de haak.

## Statistieken[2]
| seizoen | club          | land      | competitie    | wed. | goals |
| ------- | ------------- | --------- | ------------- | ---- | ----- |
| 1996/97 | Schalke 04    | Duitsland | Bundesliga    | 1    | 0     |
| 1997/98 | Schalke 04    | Duitsland | Bundesliga    | 0    | 0     |
| 1998/99 | Schalke 04    | Duitsland | Bundesliga    | 14   | 0     |
| 1999/00 | Schalke 04    | Duitsland | Bundesliga    | 10   | 0     |
| 2000/01 | Schalke 04    | Duitsland | Bundesliga    | 0    | 0     |
| 2000/01 | Hamburger SV  | Duitsland | Bundesliga    | 3    | 0     |
| 2001/02 | Hansa Rostock | Duitsland | Bundesliga    | 22   | 0     |
| 2002/03 | Hansa Rostock | Duitsland | Bundesliga    | 34   | 0     |
| 2003/04 | Hansa Rostock | Duitsland | Bundesliga    | 33   | 0     |
| 2004/05 | Hansa Rostock | Duitsland | Bundesliga    | 34   | 0     |
| 2005/06 | Hansa Rostock | Duitsland | 2. Bundesliga | 34   | 0     |
| 2006/07 | Hansa Rostock | Duitsland | 2. Bundesliga | 34   | 0     |
| 2007/08 | Schalke 04    | Duitsland | Bundesliga    | 0    | 0     |
| 2008/09 | Schalke 04    | Duitsland | Bundesliga    | 4    | 0     |
| 2009/10 | Schalke 04    | Duitsland | Bundesliga    | 0    | 0     |
| 2010/11 | Schalke 04    | Duitsland | Bundesliga    | 0    | 0     |
| 2011/12 | Schalke 04    | Duitsland | Bundesliga    | 1    | 0     |
| Totaal  | Totaal        | Totaal    | Totaal        | 224  | 0     |

## Erelijst
FC Schalke 04
- DFB-Pokal

2011